# Biagio
Biagio es un nombre y apellido italiano derivado del nombre Blas que significa «tartamudo». Esta variante del nombre Blas es usada tanto entre los países de habla italiana como en algunas naciones en las que el italiano no es la lengua oficial, como en Estados Unidos.

## Personajes
- Biagio (arzobispo), Arzobispo de Torres
- Biagio Antonacci, Cantautor italiano
- Biagio Betti, Pintor italiano
- Biagio Black, Pintor estadounidense
- Biagio Brugi, Jurista italiano
- Biagio Ciotto, político estadounidense
- Biagio d'Antonio, Pintor italiano
- Biagio Falcieri, Pintor italiano
- Biagio Marin, Poeta italiano
- Biagio Marini, Violinista italiano
- Biagio Pupini, Pintor italiano
- Biagio Rebecca, Pintor italiano
- Biagio Rossetti, Arquitecto italiano
- Luigi Di Biagio, Jugador de balompié italiano
- San Blas, conocido en Italia como San Biagio
- Vlaho Getaldić, Escritor croata también conocido como Biagio Ghetald
- Biagio di Cesena, il Braghettone. Pintor italiano que cubrió las desnudeces del Juicio Universal de Michelangelo Buonarrotti en la capilla Sixtina

## Lugares
- Monte San Biagio, Ciudad italiana
- San Biagio, iglesia en Venecia, Italia
- San Biagio della Cima, Pueblo italiano
- San Biagio di Callalta, Ciudad italiana
- San Biagio Platani, Pueblo italiano
- San Biagio Saracinisco, Pueblo italiano